# La enfermedad de Antíoco

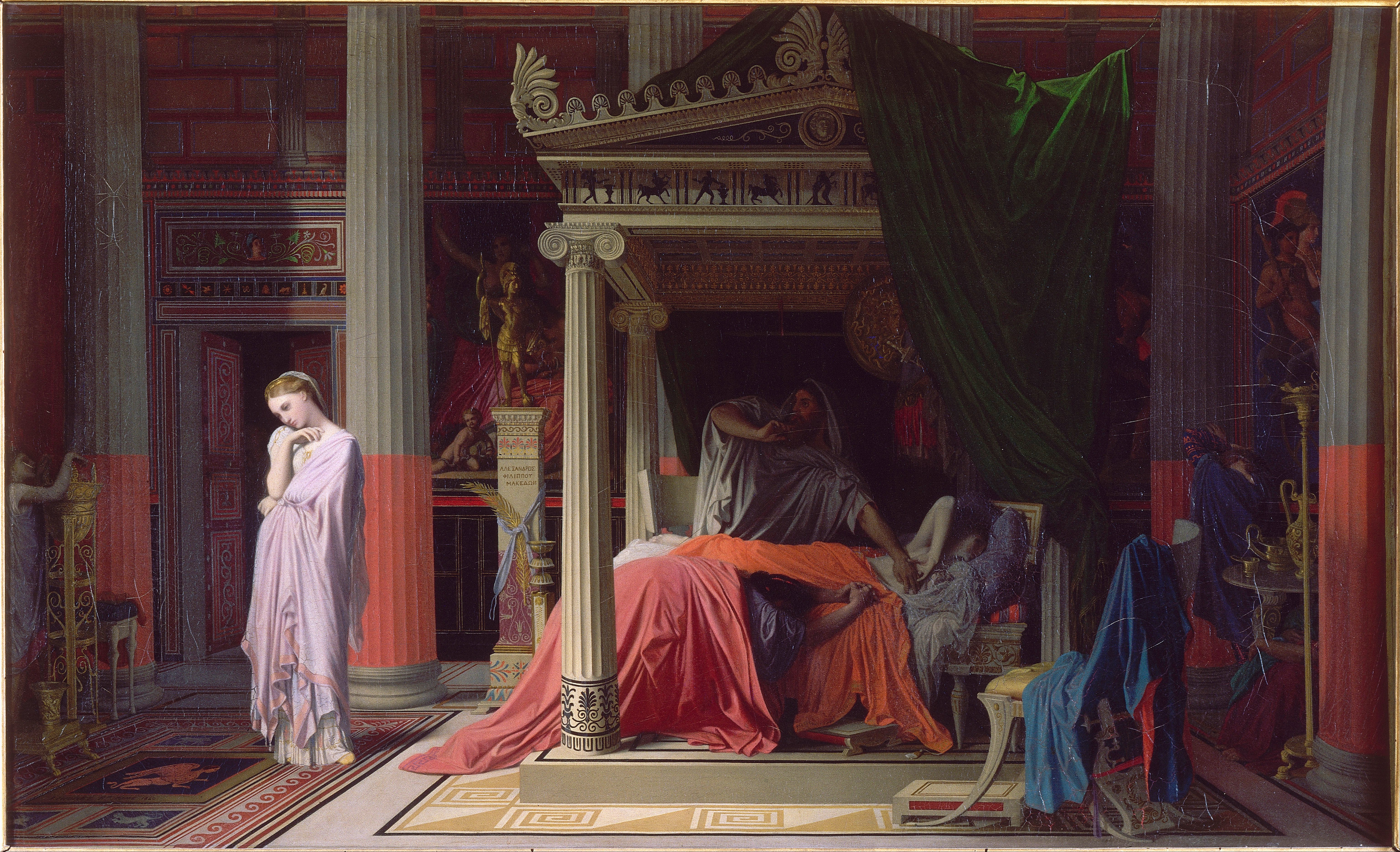
La enfermedad de Antíoco.

La enfermedad de Antíoco o Estratónice y Antíoco es una pintura de 1840 del artista francés Jean-Auguste-Dominique Ingres. Se conserva en el Museo Condé en Chantilly.

## Historia

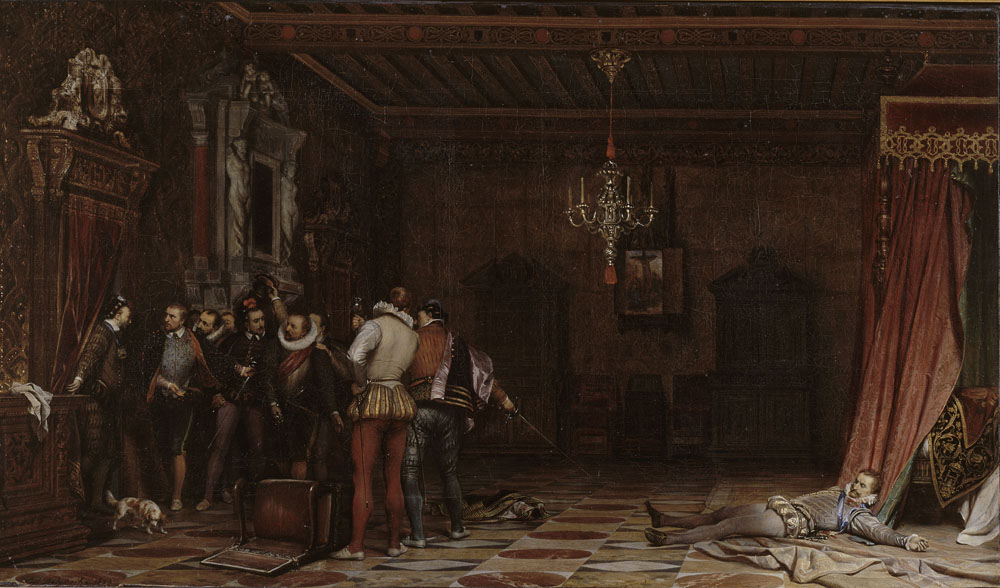
El asesinato del duque de Guisa de Paul Delaroche, 1834, Museo Condé.

En 1834 el príncipe Fernando Felipe, duque de Orleáns encargó una pintura a Ingres para actuar como pendant o pareja de la de Paul Delaroche El asesinato del duque de Guisa (ahora también en el Museo Condé). Aquel mismo año Ingres dejó Roma para asumir su cargo de director de la Academia Francesa. Este trabajo retrasó la comisión, la cual empezó en c.1838 con un boceto (ahora en el Museo de Arte de Cleveland). Según Lady Eglé Charlemont, ella sirvió como la modelo para Estratónice, la esposa de Ingres como el doctor, Hippolyte Flandrin para los brazos de Antíoco, y el propio Ingres para Seleuco.
La pintura fue completada en Roma en 1840, con ayuda de ayudantes: Victor Baltard, entonces estudiando arquitectura en la Academia, proporcionó dibujos para dos de los alumnos de Ingres, Paul y Raymond Balze, para utilizarlos en el encuadre arquitectónico perfectamente recreado. El duque de Orleáns quedó satisfecho con el trabajo y pagó a Ingres 6000 francos y le encargó además un retrato. La pintura fue exhibida con gran éxito en la galería del Palais-Royal y fue heredado por la viuda del duque, Elena de Mecklemburgo-Schwerin a su muerte en 1842.
Después de la Revolución de 1848, la pintura fue vendida en París en 1852, siendo adquirida por la familia Demidoff por 63,000 francos. Fue de nuevo vendido en París en 1863, donde fue comprado por 93,000 francos por Édouard Bocher, actuando como intermediario para el hermano del duque de Orléans, el duque de Aumale, entonces en el exilio en Londres. Aumale lo exhibió en la Salle de Tribune de su Palacio de Chantilly, donde todavía continua.

## Descripción
La escena muestra una famosa anécdota descrita en la Vida de Demetrio de Plutarco y también atestiguada en la Biblioteca histórica de Diodoro Sículo, Luciano, Apiano y Valerio Máximo. Antíoco era hijo de Seleuco I Nicátor. Se enamoró de la nueva esposa de su padre Estratónice de Siria, pero lo mantuvo en secreto a pesar de caer gravemente enfermo por ello. El afamado médico Erasístrato descubrió la causa de la enfermedad del joven, ya que se agitó y su corazón se aceleró cuando la bella Estratónice entró en la habitación. Su padre el rey Seleuco es aquí mostrado colapsado al pie de la cama.

## Influencias
El maestro de Ingres Jacques-Louis David ya había tratado también el tema, en Erasístrato descubre la causa del mal de Antíoco, pintura con la que ganó el Prix de Roma en 1774, después de varios intentos previos fallidos. Ingres había hecho varios dibujos después de la pintura de David, el más temprano de 1807.
Otra fuente puede haber sido la música y la ópera, ya que una lira aparece en primer plano. La Orquesta del Capitolio de Toulouse reprodujo varias veces la ópera de Étienne Nicolas Méhul Estratónice mientras Ingres ejercía de violinista en ella. La pintura muestra el momento del solo de la heroína en la ópera de Méhul. El asesinato del duque de Guisa también se basa en una ópera de Giacomo Meyerbeer, Los hugonotes.
La decoración y vestuario están en parte inspirados en modelos antiguos, con la figura de Estratónice en particular, quieta e iluminada, muy estrechamente influida por la escultura romana. La cama se inspira en un naiskos o monumento funerario mostrado en un jarrón del siglo IV a. C. descubierto en Canosa y publicado en 1816.

## Bocetos y copias
Ingres produjo al menos cuatro versiones de este tema:
- Un boceto grande, pintado entre 1807 y 1825. Su alumno Amaury-Duval vio la pintura en el estudio de su maestro en aquella fecha. Desapareció tras la venta del estudio de Ingres en 1867. Era mucho más grande que las otras versiones (155 × 190 cm).
- Un boceto de 1834 para la versión en Chantilly, ahora en el Museo de Arte de Cleveland (48 × 64 cm).
- Una copia de 1860 copia de la versión de Chantilly, en papel montado sobre lienzo, con varios cambios, ahora en la colección Schauensee en  Filadelfia (35 × 46 cm).
- Una copia de 1866, producida con ayuda de Raymond Balze, invirtiendo la composición y con varios cambios, ahora en el Museo Fabre, Montpellier. (61 × 92 cm).

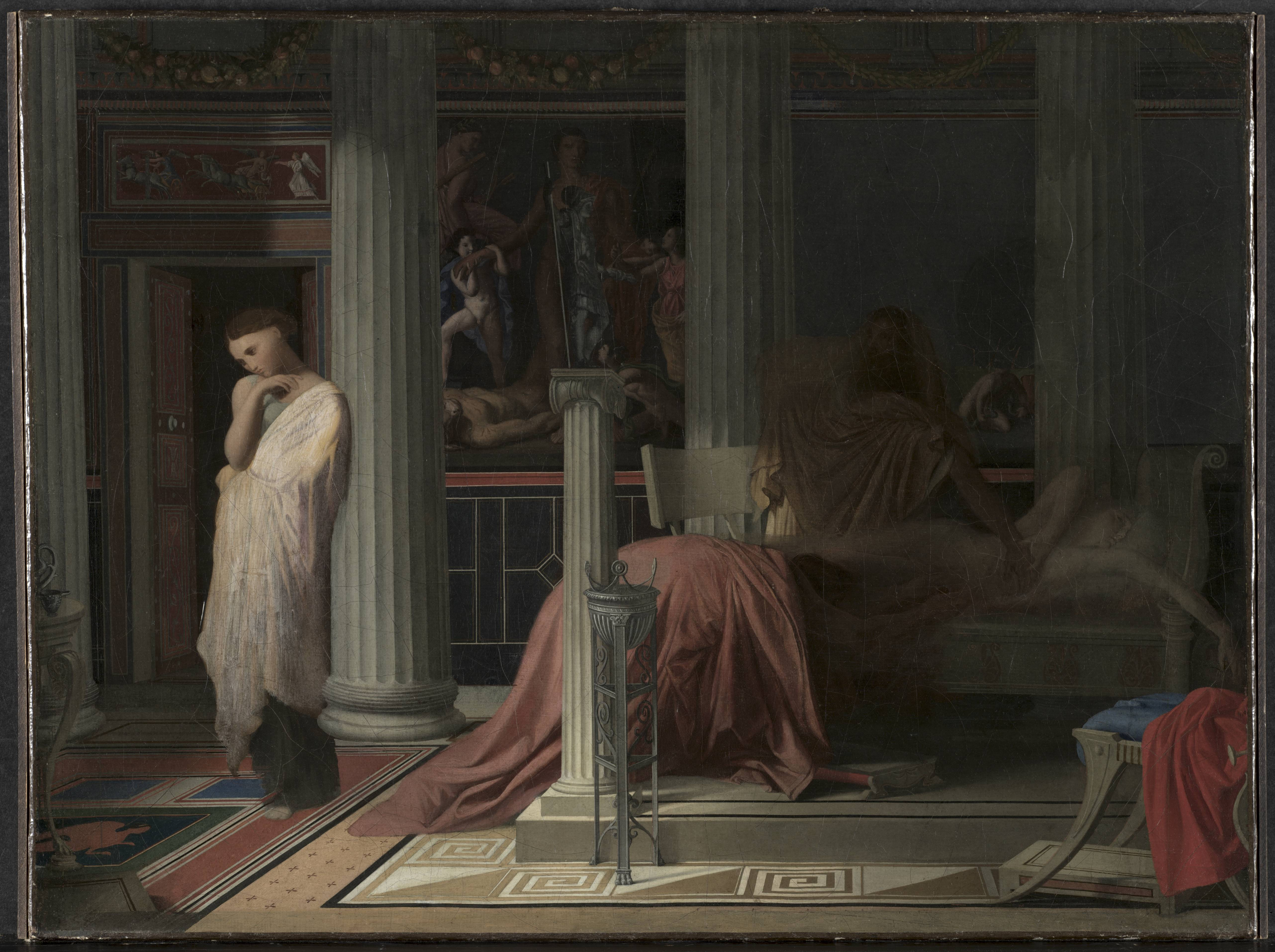
Boceto, Museo de Arte de Cleveland.
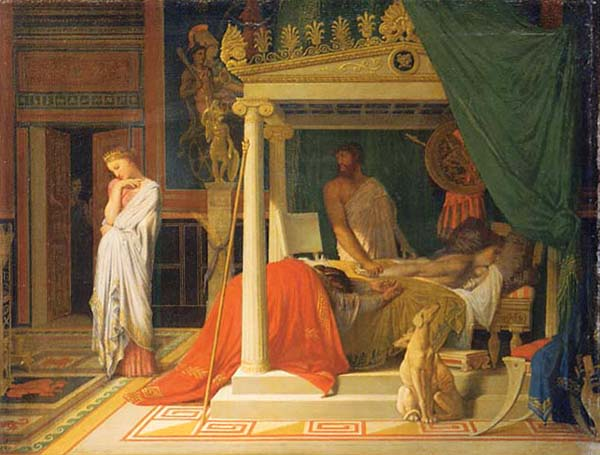
Copia, Filadelfia.
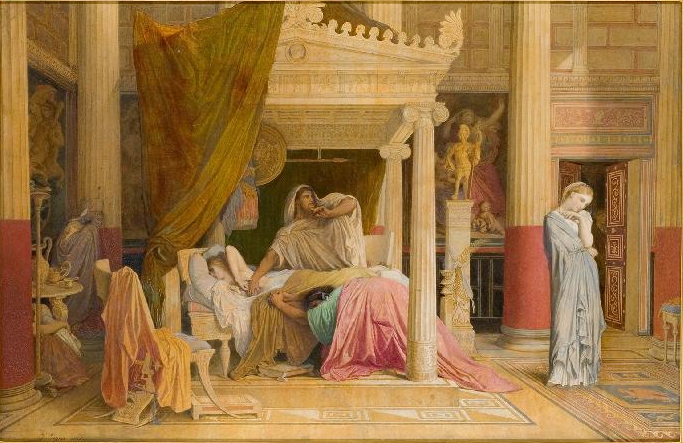
Copia, Museo Fabre